# РТЛ 2 (Хрватска)
РТЛ 2 (хрв. RTL 2) је хрватска специјализована телевизија која је почела са емитовањем 2. јануара 2011. године у 18.00 часова, као и Дома ТВ. Главно средиште телевизије је у Загребу. РТЛ 2 је сестрински програм РТЛ телевизије. На програму се емитују разни филмови, теленовеле, емисије и вести.